# Chiến tranh Kế vị Bayern
Chiến tranh Kế vị Bayern (tiếng Đức: Bayerischer erbfolgekrieg), Chiến tranh Khoai Tây (tiếng Đức: Kartoffelkrieg) hoặc Chiến tranh Mứt Mận (tiếng Đức: Zwetschgenrummel) là những cách gọi cuộc xung đột võ trang ít đổ máu ở khu vực Bohemia và Silesia thời điểm 1778-9. Dù chỉ diễn ra cục bộ và ngắn hạn, nhưng sự kiện này làm thay đổi sâu sắc cục diện chính trị Âu châu cận đại.

## Lịch sử
Vào ngày 30 tháng 12 năm 1777, Tuyển hầu tước xứ Bayern là Maximilian Joseph qua đời vì bệnh đậu mùa mà không có kẻ kế vị trực hệ. Karl Theodor - nguyên Lãnh chúa Tuyển hầu tước vùng Rhine - trở thành Tuyển hầu tước mới của Bayern. Karl Theodor đã đồng ý nhượng vùng Hạ Bayern cho Hoàng đế La Mã Thần thánh Joseph II. Sau sự kiện này, các triều đình Phổ và Sachsen đã can thiệp vào tình hình Bayern, nhằm cản trở sự mở rộng bờ cõi của Đế quốc Áo. Vào ngày 6 tháng 4 năm 1778, vua Friedrich II kéo 80.000 quân đến biên giới của Phổ với Bohemia, gần Neisse-Schweidnitz, tại hạt Glatz (trước kia nhà Wittelsbach đã nhượng vùng này cho ông vào năm 1741, đổi lại việc ông đề cử Karl VII làm Hoàng đế La Mã Thần thánh. Tại Glatz, nhà vua hoàn thành việc sửa soạn cho một cuộc chinh phạt mới: ông thu thập quân nhu, chuẩn bị đường hành quân và tập luyện cho quân sĩ. Hai vua Friedrich II và Joseph II chính thức xua quân ra chiến trường.
Vào ngày 5 tháng 7 năm 1778, Đại đế Friedrich II vượt qua biên giới Bohemia. Nhà vua nước Phổ cùng 80.000 binh sĩ tiến vào Vương quốc Bohemia và chiếm đóng Náchod. Khi đến Elbe, ông thấy một đội quân Habsburg hùng mạnh đang chờ đợi ông. Hoàng đế nước Áo là chỉ huy danh nghĩa của đội quân này, trong khi chỉ huy trên thực tế của họ là Bá tước Franz Moritz von Lacy. Giữa lúc quân chính quy đối mặt với Đại đế Friedrich II tại Elbe, một toán quân nhỏ dưới sự chỉ huy của Nam tước Ernst Gideon von Laudon cũng ngăn chặn những cuộc vượt từ Sachsen và Lusatia đến Bohemia. Trong vòng ba tháng, quân đội của cả hai vị vua đều theo dõi nhau một cách thận trọng, nhưng không hề giao chiến với nhau. Ít lâu sau khi Đại đế Friedrich II tiến vào Bohemia, em trai vua là Hoàng tử Friedrich Heinrich Ludwig (1726 – 1802), qua mặt được quân của Laudon và tiến vào Bohemia tại Hainspach (Haňšpach, ở Lipová (quận Děčín), tại nước Cộng hoà Séc ngày nay). Laudon rút về sông Iser, nhưng đến giữa tháng tám quân chính quy Áo bị Heinrich đe doạ đánh lấn vào sườn cánh trái. Cánh phải và trung quân Áo lại phải đối mặt với đội quân vốn có kỷ luật tốt của Đại đế Friedrich II. Dù Quân đội Phổ của ông mạnh hơn, nhưng nhà vua bấy giờ đã 66 tuổi, thường xuyên đau ốm và trở nên cẩn thận. Cuối cùng, ông quyết định rằng ông không thể tiến đánh do cho rằng Quân đội Áo quá mạnh. Còn Joseph II cũng không dám mạo hiểm tấn công mà chỉ cẩn thận đề phòng trước sông Elbe.
Chiến tranh Kế vị Bayern trở thành một "cuộc chiến khoai tây" (Kartoffelkrieg) do quân đội hai phe thường chiếm lương thực từ lãnh thổ của đối phương. Chỉ có nhân dân trong vùng là gánh chịu bao tai vạ do hoa màu của họ đều bị quân đội hai bên cướp phá sạch sành sanh. Quân đội Phổ thường hay chở từng xe đầy khoai tây cướp được mang về nước và thế là sinh ra cái tên "cuộc chiến tranh khoai tây". Cho đến khi thời tiết trở nên lạnh, nhà vua nước Phổ rút quân khỏi xứ Bohemia vào tháng 9 năm 1778, kết thúc một chiến dịch cuối cùng và chẳng mấy vinh quang của ông.
Nữ hoàng Áo là Maria Theresia, giờ đã cao tuổi, hứa sẽ lập lại hòa bình. Những cuộc đàm phán được tiến hành tại tu viện Braunau vào tháng 8 năm 1778, nhưng không mang lại kết quả gì. Nữ hoàng Nga là Ekaterina II có ý định đem 60.000 quân Nga đến hỗ trợ quân Phổ, nếu Hoàng đế Áo cứ cố chấp đòi quyền thống trị xứ Bayern. Cuộc chiến tranh Kế vị Bayern cuối cùng cũng kết thúc vào ngày 13 tháng 5 năm 1779, bằng việc ký kết Hiệp ước Tetschen giữa Maria Theresia và Friedrich II Đại đế, với sự trung gian của đế quốc Nga và Pháp. Ngay từ đầu cuộc đàm phán, Quốc vương Phổ đã tỏ ra hào phóng với lời tuyên bố rằng ông sẽ không đòi hỏi bất kỳ một khoản bồi thường chiến phí nào. Dù ông đã tin chắc rằng Ekaterina Đại đế sẽ trợ giúp ông về mặt quân sự (theo những điều khoản của Hiệp ước Nga – Phổ vào năm 1764), nhưng bà đã đứng ra trung gian thay vì gây chiến với đế quốc Áo. Theo Hiệp ước Teschen, nước Áo chỉ chiếm được một vùng đất nhỏ (Innviertel với các thị trấn Braunau và Schärding). Nữ hoàng Maria Theresia cũng thừa nhận rằng nhà vua nước Phổ có thể kế vị ngai vàng xứ Ansbach và Bayreuth. Chiến tranh Kế vị Bayern là cuộc chiến cuối cùng giữa Friedrich II Đại đế và Maria Theresia: triều đại của hai vị vua này mở đầu với một cuộc chiến tranh và kết thúc cũng với một cuộc chiến tranh.

### Tư liệu
Thế kỷ XXI
- Bayerischer Erbfolgekrieg 1778/79
- Der Bayerische Erbfolgekrieg 1778/1779 - Gilbert Jacoby
- Bayerischer Erbfolgekrieg

Thế kỷ XX
- (tiếng Đức) Kotulla, Michael, "Bayerischer Erbfolgekrieg." (1778/79), In: Deutsche Verfassungsgeschichte vom Alten Reich bis Weimar (1495  –  1934). [Lehrbuch], Springer, Berlin: Heidelberg 2008, ISBN 978-3-540-48705-0.
- (tiếng Đức) Ziechmann, Jürgen, Der Bayerische Erbfolge-Krieg 1778/1779 oder Der Kampf der messerscharfen Federn. Edition Ziechmann, Südmoslesfehn 2007,
- (tiếng Đức) Groening, Monika. Karl Theodors stumme Revolution: Stephan Freiherr von Stengel, 1750–1822, und seine staats- und wirtschaftspolitischen Innovationen in Bayern, 1778–99. Obstadt-Weiher: Verlag regionalkultur, [2001].
- (tiếng Nga) Nersesov, G.A.. Politika Rossii na Teshenskom kongresse: 1778–1779. No publication information.
- Thomas, Marvin Jr. Karl Theodor and the Bavarian Succession, 1777–1778: a thesis in history. Pennsylvania State University, 1980.
- (tiếng Đức) Criste, Oskar. Kriege unter Kaiser Josef II. Nach den Feldakten and anderen authentischen Quellen. Wien: Verlag Seidel, 1904.

Thế kỷ XIX
- (tiếng Đức) Reimann, Eduard. Geschichte des bairischen Erbfolgekrieges no publication information. 1869.
- (tiếng Đức) Geschichte des Baierischen Erbfolgestreits [microform]: nebst Darstellung der Lage desselben im Jenner 1779. Frankfurt & Leipzig: [s.n.], 1779.
- (tiếng Pháp) Neufchâteau, Nicolas Louis François de (comte). Histoire de l'occupation de la Baviere par les Autrichiens, en 1778 et 1779; contenant les details de la guerre et des negotiations que ce different occasionna, et qui furent terminées, en 1779, par la paix de Teschen. Paris: Imprimerieimperiale, [1805].
- (tiếng Đức) Thamm, A. T. G. Plan des Lagers von der Division Sr. Excel. des Generals der Infanterie von Tauenzien zwischen Wisoka und Praschetz vom 7ten bis 18ten July 1778. no publication information, 1807.

Thế kỷ XVIII
- (tiếng Đức) Historische Dokumentation zur Eingliederung des Innviertels im Jahre 1779: Sonderausstellung: Innviertler Volkskundehaus u. Galerie d. Stadt Ried im Innkreis, 11. Mai bis 4. Aug. 1979. (Documents relating to the annexation of the Innviertel in 1779.)
- (tiếng Đức) Geschichte des Baierischen Erbfolgestreits nebst Darstellung der Lage desselben im Jenner 1779. Frankfurt: [s.n.], 1779.
- (tiếng Đức) [Seidl, Carl von]. Versuch einer militärischen Geschichte des Bayerischen Erbfolge-Krieges im Jahre 1778, im Gesichtspunkte der Wahrheit betrachtet von einem Königl. Preussischen Officier. no publication information.
- (tiếng Đức) Bourscheid, J. Der erste Feldzug im vierten preussischen Kriege: Im Gesichtspunkte der Strategie beschreiben. Wien: [s.n.], 1779.
- (tiếng Pháp) Keith, Robert Murray. Exposition détaillée des droits et de la conduite de S.M. l'imṕératrice reine apostolique rélativement à la succession de la Bavière: pour servir de réponse à l'Exposé des motifs qui ont engagé S.M. le roi de Prusse à s'opposer au démembrement de la Bavière. Vienne: Chez Jean Thom. Nob. de Trattnern, 1778.
- Frederick. Memoirs from the Peace of Hubertsburg, to the Partition of Poland, and of the Bavarian War. London: printed for G. G. J. and J. Robinson, 1789.